# Toca (Boyacá)
Toca est une municipalité située dans le département de Boyacá, en Colombie.